# Lijst van residenten van Timor
Dit is een lijst van residenten van Timor tijdens de Nederlandse kolonisatie.
Nederlands-Indië werd tot 1942 ingedeeld in verscheidene residenties met aan het hoofd een resident. De ontslagdata kloppen niet helemaal, het duurde toen enige weken voordat er een nieuwe resident werd aangesteld. Onder Timor vielen ook de eilanden Flores, Soembawa en een aantal andere eilanden.
| resident van Timor            | van              | tot               |
| ----------------------------- | ---------------- | ----------------- |
| J.A. Hazaart                  | 1817             | 1834              |
| G.F. Goldman                  | 1834             | 1837              |
| D.J. van den Dungen Gronovius | 1837             | 1841              |
| C. Sluijter                   | 1841             | 1848              |
| D.W.J.C. baron van Lijnden    | 1848             | 1852              |
| T. van Capellen               | 1852             | 1856              |
| S.G.F. Fraenkel               | 1856             | 1858              |
| J. Grudelbach                 | 1858             | 1859              |
| W.L.H. Brocx                  | 1859             | 1861              |
| Isaäc Esser                   | 1861             | 1863              |
| R. Wijnen                     | 1863             | 17 mei 1864       |
| J.G. Goorengel                | 17 mei 1864      | 31 januari 1869   |
| J.A. Caspersz                 | 31 januari 1869  | 5 januari 1872    |
| J.K. de Wit                   | 5 januari 1872   | 29 juni 1873      |
| H.C. Humme                    | 29 juni 1873     | 3 augustus 1875   |
| Ch.M.G.A.M. Ecoma Verstege    | 3 augustus 1875  | 10 mei 1878       |
| J.G.F. Riedel                 | 10 mei 1878      | 5 mei 1880        |
| W.F. Sikman                   | 5 mei 1880       | 28 december 1881  |
| S. Roos                       | 28 december 1881 | 3 mei 1884        |
| W. Grave                      | 3 mei 1884       | 3 februari 1888   |
| G.G. de Villeneuve            | 3 februari 1888  | 14 januari 1890   |
| W.C. Hoogkamer                | 14 januari 1890  | 3 maart 1893      |
| C.M.E. Merens                 | 3 maart 1893     | 9 juli 1895       |
| J.L.J.A. Ruijssenaers         | 9 juli 1895      | 3 februari 1896   |
| J. van Wijk                   | 3 februari 1896  | 5 maart 1898      |
| F. Fokkens                    | 5 maart 1898     | 16 augustus 1899  |
| J. Vijzelaar                  | 16 augustus 1899 | 12 april 1902     |
| F.A. Heckler                  | 12 april 1902    | 3 maart 1905      |
| J.F.A. de Rooij               | 3 maart 1905     | 3 augustus 1908   |
| E.F.J. Loriaux                | 3 augustus 1908  | 24 juli 1911      |
| C.H. van Rietschoten          | 24 juli 1911     | 2 augustus 1913   |
| E.G.Th. Maier                 | 2 augustus 1913  | 19 oktober 1918   |
| A.H. Spaan                    | 19 oktober 1918  | 2 april 1921      |
| A.J.L. Couvreur               | 2 april 1921     | 19 juni 1924      |
| C. Schultz                    | 19 juni 1924     | 24 juni 1927      |
| P.F.J. Karthaus               | 24 juni 1927     | 9 mei 1931        |
| E.H. Nijs Bik                 | 9 mei 1931       | 8 juni 1934       |
| J.J. Bosch                    | 8 juni 1934      | 2 april 1938      |
| F.J. Nieboer                  | 2 april 1938     | Japanse bezetting |